# Vicente de Beauvais
O frade dominicano Vicente de Beauvais (Vincentius Bellovacensis ou Vincentius Burgundus) (c. 1190–1264?) escreveu o Speculum Maius, a principal enciclopédia usada durante a Idade Média.

## Anos iniciais
As datas exatas de deu nascimento e morte são desconhecidas e não se possui muitos detalhes sobre sua carreira. Conjectura-se que esteve inicialmente na casa dos dominicanos em Paris entre 1215 e 1220, e posteriormente no monastério dominicano fundado por Luís IX de França em Beauvais na Picardia. É mais certo, entretanto, que ele tenha tido o cargo de "leitor" no monastério de Royaumont no Oise, próximo de Paris, também fundado por Luís IX entre 1228 e 1235. O rei lera os livros que Vicent havia compilado e forneceu os fundos necessários para a obtenção de cópias de autores que ele necessitasse. A rainha Margaret, seu filho Felipe e seu genro, Theobald V de Champagne e Navarra, também são citados entre aqueles que o incentivaram à composição de seus "pequenos trabalhos," especialmente De Institutione Principum.
Embora Vicente possa ter sido chamado a Royaumont mesmo antes de 1240, não existem provas de que ele tenha vivido lá antes da volta de Luís IX e sua esposa da Terra Santa no início do verão de 1254. Mas é evidente que ele tenha escrito seu trabalho De Eruditione Filiorum Regalium (onde ele usa o nome "Vincentius Belvacensis, de ordine praedicatorum, qualiscumque lector in monasterio de Regali Monte") após esta data e entretanto antes de janeiro de 1260, a data aproximada de seu Tractatus Consolatorius em ocasião da morte de um dos filhos do rei naquele ano.

## Speculum Maius
O Speculum Maius ('O Grande Espelho') de Vicente, compêndio do conhecimento da Idade Média, parece ter consistido de três partes, o Speculum Naturale, o Speculum Doctrinale e o Speculum Historiale. Todas as edições impressas, entretanto, incluem uma quarta parte, o Speculum Morale, adicionada no século XIV e compilado principalmente por Tomás de Aquino, Estevão de Bourbon, e alguns outros autores contemporâneos.

### Speculum Naturale
O vasto tomo do Speculum Naturale ("Espelho da Natureza'), dividido em trinta e dois livros com 3.718 capítulos, é um resumo de toda a ciência e história natural conhecida pela Europa Ocidental até a metade do século XIII, um mosaico de citações de autores latinos, gregos, árabes e até mesmo hebreus, com as devidas referências. Vicente distingue seus próprios comentários.
O Speculum Naturale trata dos seus assuntos na ordem segundo a qual eles foram criados: ele é basicamente um comentário gigante do livro do Gênesis Portanto o livro i. começa com uma descrção da Santíssima Trindade e sua relação com a criação; segue-se então uma série de capítulos semelhantes sobre anjos, seus atributos, poderes, ordens, etc., até detalhes como seus métodos de comunicar pensamento, sobre o qual o autor decide, por si próprio, que eles possuem um tipo de linguagem inteligível, e que com anjos pensar e falar não são o mesmo processo.
Livro II. trata do mundo criado, da luz, cor, os quatro elementos, Lúcifer e seus anjos caídos e o trabalho do primeiro dia.
O Livro III e o IV tratam dos fenômenos dos céus e do tempo, que é medido pelos movimentos dos corpos celestes, com o firmamento e todas a suas maravilhas, fogo, chuva, raio, orvalho, ventos, etc.